# Riviera Ligure
Riviera Ligure es una indicación geográfica italiana con denominación de origen protegida para los aceites de oliva vírgenes extra que, reuniendo las características definidas en su reglamento, hayan cumplido con todos los requisitos exigidos en el mismo. 

## Zona de producción
La zona de producción de los aceites de oliva amparados por la denominación de origen Riviera Ligure está constituida por terrenos ubicados en la región de Liguria, en la conocida como Riviera italiana. Dependiendo de la variedad utilizada se distinguen tres zonas:
- Riviera dei Fiori, la parte de la Riviera de Poniente centrada en Savona;
- Riviera del Ponente Savonese, en el resto de la provincia de Savona de la Riviera de Poniente;
- Riviera di Levante, en la correspondiente Riviera de Levante.

## Denominación de origen
Desde 1996, el Riviera Ligure es una denominación de origen protegida (PDO) reconocida ante la Unión Europea. A nivel internacional, cuenta con registro como denominación de origen, conforme al Sistema de Lisboa, ante la Organización Mundial de la Propiedad Intelectual, desde el 5 de mayo de 2014.